# Гиват-Коах
Гиват-Коах (ивр. גבעת כ"ח‎) — мошав, расположенный в центральной части Израиля,  южнее города Петах-Тиква. Административно относится к региональному совету Хевель Модиин. 

## История
Мошав был основан в 1950 году репатриантами из Йемена и первоначально назывался Элишама, не путать с нынешним мошавом Элишама.
Мошав Гиват-Коах был назван в честь 28-и солдат Армии обороны Израиля из бригады Александрони, которые погибли в боях у деревни Кула в 1948 году, во время войны за независимость Израиля. Слово "коах" на иврите (כח) означает силу, в том числе и военную. Аналогичная гематрическая запись כ"ח означает число 28. Таким образом Гиват-Коах можно перевести и как "Холм военной силы" и как "Холм двадцати восьми".
Кула была покинута местными жителями после войны.

## Население
По данным Центрального статистического бюро Израиля, население на начало 2020 года составляло 903 человека.